# Gerhard Bierbaum
Gerhard Bierbaum (* 16. August 1932) ist ein ehemaliger deutscher Fußballspieler. Er spielte in den 1950er Jahren für Motor Dessau und Chemie Halle in der DDR-Oberliga, der höchsten Spielklasse im DDR-Fußball.

## Sportliche Laufbahn
Seine Oberligakarriere begann der bisherige Chemnitzer Bierbaum 1950 bei der Betriebssportgemeinschaft (BSG) Motor Dessau. Seinen Einstand gab er am 1. Spieltag der Saison 1950/51 beim Auswärtsspiel bei der ZSG Altenburg, das die Dessauer mit 3:1 gewannen. Anschließend legten die Altenburg Protest ein, da Bierbaum ohne Spielgenehmigung eingesetzt worden war. Daraufhin wurde das Spiel für Altenburg als gewonnen gewertet und Bierbaum für drei Monate gesperrt. Erst im 11. Punktspiel konnte er wieder aufgeboten werden und bestritt danach alle Oberligaspiele bis zum Saisonende. In der Spielzeit 1951/52 war er als rechter Läufer unangefochten Stammspieler im Dessauer Oberligateam. Von den 36 ausgetragenen Punktspielen absolvierte er 32 Begegnungen. Von den 32 Punktspielen der Saison 1952/53 versäumte er lediglich eine Partie.
Mit drei weiteren Spielern verließ Bierbaum nach 88 Oberligaspielen Motor Dessau, er schloss sich im Sommer 1953 dem drittklassigen Bezirksliga-Aufsteiger Chemie Leuna an. Mit ihm wurde er 1955 Bezirksmeister und die Mannschaft stieg in die neugebildete drittklassige II. DDR-Liga auf.
Bierbaum wechselte hingegen zum Oberliga-Absteiger SC Chemie Halle-Leuna. Dieser musste im Herbst 1955 eine Übergangsrunde mit 13 Spielen absolvieren, da ab 1956 im DDR-Fußball der Kalenderjahr-Spielrhythmus eingeführt wurde. Bierbaum wurde in allen Spielen der Übergangsrunde eingesetzt. 1956 hatte er sich auch in Halle als Stammspieler durchgesetzt und bestritt auf seiner gewohnten Position im rechten Mittelfeld 23 der 26 Ligaspiele. Dem SC Chemie gelang die sofortige Rückkehr in die Oberliga, und er gewann darüber hinaus auch das Endspiel um den DDR-Fußballpokal (2:1 über ZASK Vorwärts Berlin). In diesem Spiel konnte Bierbaum verletzt nicht mitwirken.
In seiner ersten Oberligasaison für den SC Chemie konnte Bierbaum seinen Platz in der Stammelf im rechten Mittelfeld behaupten und bestritt 21 der 26 Punktspiele. Auch in der Hinrunde der 1958er Saison kam er in allen 13 Oberligaspielen zum Einsatz, wogegen er in der Rückrunde nur noch einmal aufgeboten wurde. Der SC Chemie fusionierte im Laufe der Saison mit dem SC Wissenschaft Halle und strich den Zusatz Leuna aus seinem Namen. Am Saisonende musste er erneut absteigen. Nach 35 Oberligaeinsätzen in Halle schied Gerhard Bierbaum aus dem Kader des SC Chemie aus und erschien danach nicht mehr im höherklassigen Fußball.